# Turystyka zrównoważona
Turystyka zrównoważona – rodzaj turystyki, mający na celu maksymalne zminimalizowanie negatywnego wpływu turystyki na środowisko naturalne i kulturę lokalną, pomagając jednocześnie w generowaniu możliwości zatrudnienia dla lokalnych mieszkańców. Celem turystyki zrównoważonej jest zadbanie o to, aby rozwój przyniósł pozytywne doświadczenie dla społeczności lokalnych, firm turystycznych oraz dla samych turystów.

## Definicja

### Według UNWTO (Światowa Organizacja Turystyki)
Zrównoważona turystyka to turystyka, która prowadzi do zarządzania wszystkimi zasobami w taki sposób, aby potrzeby ekonomiczne, społeczne i estetyczne były spełnione przy jednoczesnym zachowaniu integralności kulturowej, różnorodności biologicznej, systemów podtrzymywania życia oraz nie zaburzając kluczowych procesów ekologicznych.
Światowa Organizacja Turystyki definiuje zrównoważoną turystykę jako turystykę, która spełnia potrzeby zarówno turystów, jak i regionów przyjmujących turystów, jednocześnie chroniąc je i wspierając możliwości ich rozwoju w przyszłości. Zrównoważona turystyka nie powinna być traktowana jako rodzaj produktu lub usługi, ale jako pewien etos wszystkich działań powiązanych z turystyką. Jako taka, jest integralną częścią wszystkich aspektów rozwoju turystyki i zarządzania, i nie powinna być traktowana jako element dodatkowy.
Głównym celem zrównoważonej turystyki jest zachowanie ekonomicznych i społecznych korzyści wynikających z rozwoju turystyki przy jednoczesnym zmniejszeniu lub złagodzeniu niepożądanych oddziaływań na środowisko naturalne, historyczne, kulturowe lub społeczne. Cel ten osiągany jest poprzez równoważenie potrzeb turystów z potrzebami miejsc turystycznych.

### Według UNEP (Program Środowiskowy Organizacji Narodów Zjednoczonych)
Zasady zrównoważonego rozwoju odwołują się do rozwoju turystyki pod kątem jej wpływu na środowisko naturalne, aspekty ekonomiczne i społeczno-kulturowe. Jednocześnie istotne jest zachowaniu balansu pomiędzy tymi trzeba obszarami, tak, aby zapewnić ich zrównoważony rozwój w perspektywie długookresowej. A zatem, zrównoważona turystyka powinna:
- Wykorzystywać w sposób optymalny zasoby środowiska naturalnego (które stanowią kluczowy element dla rozwoju turystyki), chroniąc podstawowe procesy ekologiczne, dziedzictwo przyrodnicze i różnorodność biologiczną.
- Szanować społeczno-kulturalny autentyzm społeczności przyjmujących, chronić ich dziedzictwo kulturowe i architektoniczne, oraz ich tradycyjne wartości, a także przyczyniać się do budowania międzykulturowego zrozumienia i tolerancji.
- Zapewniać skuteczne, długookresowe działania gospodarcze, które przyniosą społeczno-ekonomiczne korzyści wszystkim zainteresowanym stronom i będą między nimi sprawiedliwe rozdzielone. Chodzi tu między innymi o stabilność zatrudnienia, możliwości zarobkowania oraz różnego rodzaju usługi społeczne dostępne dla społeczności przyjmujących. Tym samym, zrównoważona turystyka powinna przyczyniać się do zmniejszenia ubóstwa.

### Według Gołembskiego
Według Gołembskiego celem tej koncepcji jest zintegrowanie działalności turystycznej z celami ochrony przyrody, a także kształtowaniem nowych zachowań turystów oraz organizatorów ruchu turystycznego. Te nowe postawy winy być korzystne etycznie i społecznie dla lokalnej ludności.
Turystykę zrównoważoną charakteryzuje stosowanie następujących zasad:
- rozwój turystyki jest dostosowany do rodzaju i jakości zasobów środowiska przyrodniczego i nie może przyczyniać się do ich degradacji,
- miejscowa ludność partycypuje we wszystkich przedsięwzięciach związanych z turystyką, które podejmowane są na zamieszkanych przez nią terenach,
- oferta turystyczna opiera się na miejscowych zasobach naturalnych, ludzkich, materialnych i obejmuje niewielkie obiekty, dostosowane skalą do otoczenia,
- rozwój turystyki jest zintegrowany z miejscowym rozwojem gospodarczym oraz jest korzystny etycznie, społecznie i ekonomicznie dla miejscowej ludności.

### Podstawy definicyjne
Najważniejszymi dokumentami dającymi podstawy definicyjne dla turystyki zrównoważonej są:
- Agenda 21 and principles for Sustainable Development, UNCED, Rio de Janeiro Declaration, 1992[1],
- Globalny Kodeks Etyki w Turystyce, WTO, 1999[2],
- Cape Town Declaration. Responsible Tourism in Destinations, World Summit on Sustainable Development in Johannesburg in 2002[3].

## Kryteria turystyki zrównoważonej
Globalne Kryteria Turystyki Zrównoważonej są próbą zbudowania zrozumienia zrównoważonej turystyki, a także określenia minimów, które każdy podmiot z branży turystycznej powinien chcieć osiągnąć. Powstały jako odpowiedź społeczności turystycznej na wyzwania stojące przed „Milenijnymi Celami Rozwoju” sformułowanymi przez Organizację Narodów Zjednoczonych.
Kryteria są podzielone na cztery główne grupy tematyczne:
- skuteczne planowanie zrównoważonego rozwoju;
- maksymalizacja społeczno-ekonomicznych korzyści dla społeczności lokalnych;
- wsparcie dziedzictwa kulturowego,
- redukcja negatywnych skutków oddziaływania na środowisko naturalne.

Mimo tego, że Kryteria w swojej pierwszej wersji były stworzone na użytek dostawców zakwaterowania oraz biur podróży, mogą być tak samo wykorzystane przez wszystkie podmioty branży turystycznej. Obecnie, dalszym rozwojem Kryteriów Turystyki Zrównoważonych i promocją zrównoważonych praktyk w ogóle, zajmuje się Global Sustainable Tourism Council.

## Wyzwania i przyszłość turystyki zrównoważonej
W obliczu postępujących zmian klimatycznych, sektor turystyczny stoi przed nowymi wyzwaniami. Zgodnie z informacjami zawartymi w raporcie Climate-ADAPT, niektóre regiony turystyczne mogą odczuwać zarówno korzyści, jak i negatywne skutki zmian klimatu. Przewidywane zmiany mogą wpłynąć na wybory turystów, którzy będą poszukiwać chłodniejszych miejsc latem lub wydłużonych sezonów turystycznych dzięki korzystniejszym warunkom pogodowym.